# Pentre Ifan

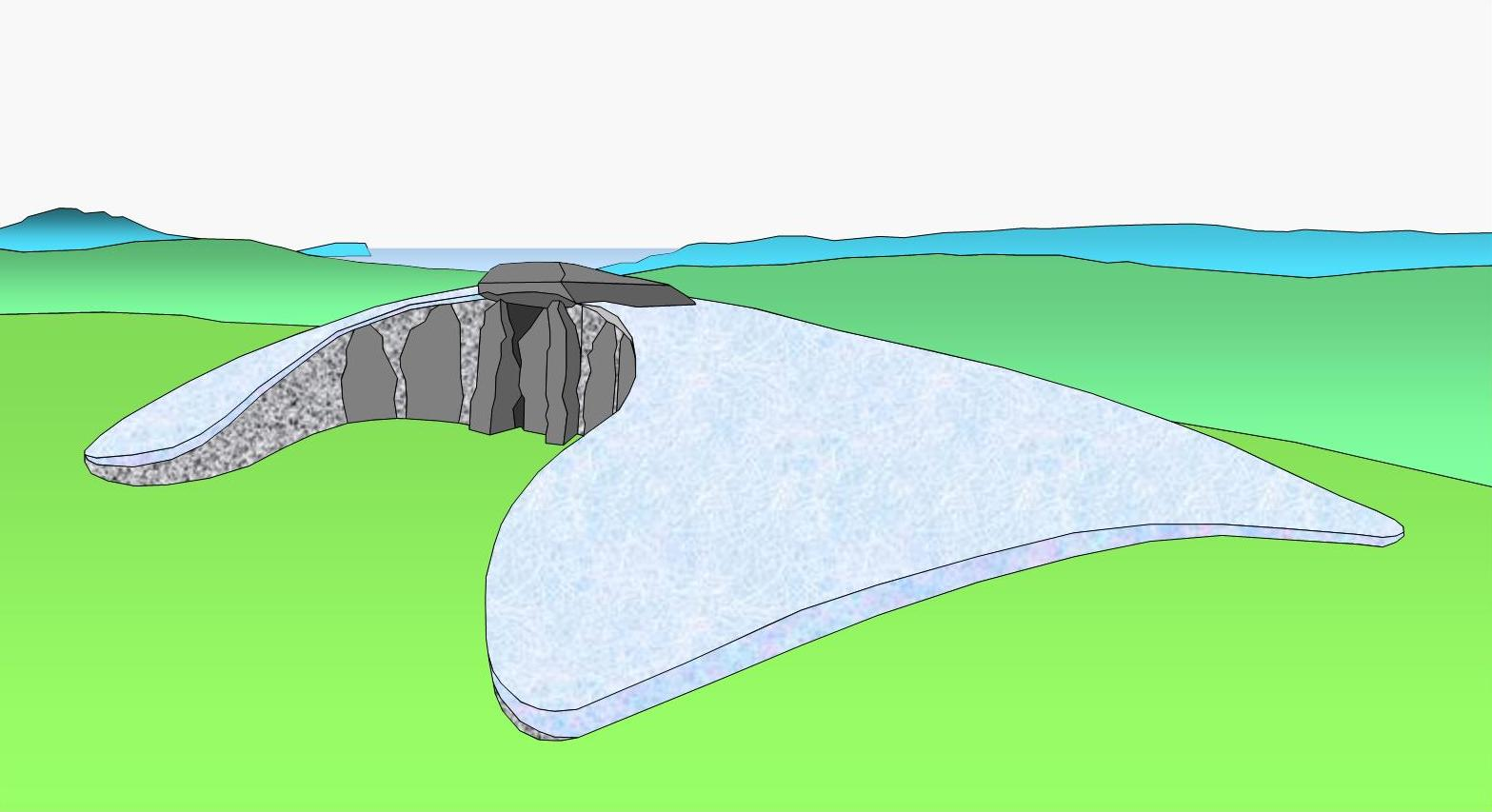
Schema Cotswold Severn Tomb – Die Exedra besteht oft aus „post and panel technique“ (Pfosten und Platten-Technik)

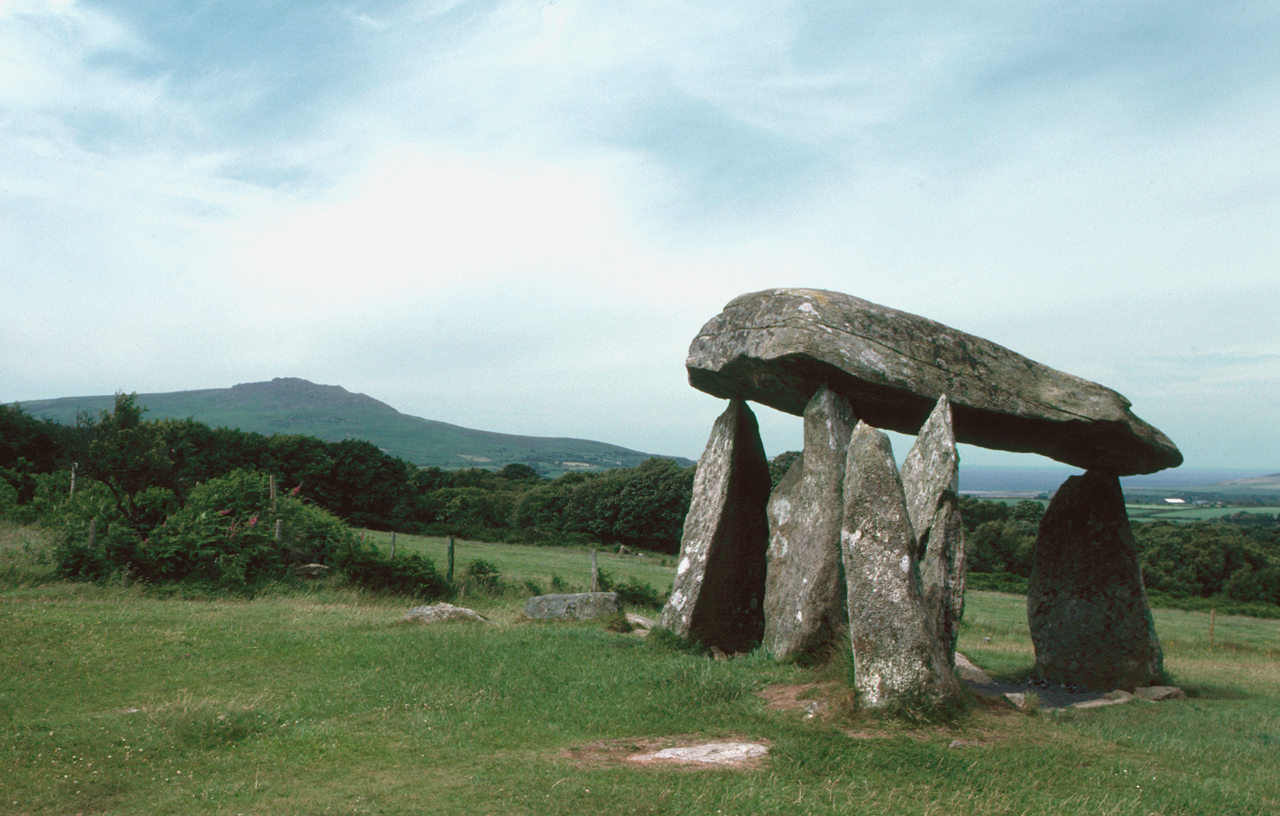
Pentre Ifan – megalithisches Portalgrab

Pentre Ifan ist das wegen seiner Höhe bekannteste megalithische Monument in Wales in den Preseli Hills. Es sind die Überreste eines Cotswold Severn Tombs oder eines Portal Tombs oder Quoits, aus der Jungsteinzeit um 3500 v. Chr. für die gemeinschaftliche Bestattung der Toten. Es könnte eine Zeit lang benutzt und dann versiegelt worden sein. Ursprünglich war die Kammer von einem Steinhügel bedeckt. Diese Steine sind jedoch vor Langem entfernt worden, so dass die originale Bedeckung fehlt.
Der Typ der Kammer wird als Portal Dolmen bezeichnet, wobei die Front der Kammer aus drei großen, aufrecht stehenden und in H-Form arrangierten Steinen besteht. Ungewöhnlich ist, dass das Portal im Zentrum einer gebogenen Fassade von Steinplatten platziert wurde. Der enorme, auf nur drei Tragsteinen liegende Deckstein ist fünf Meter lang und wiegt wahrscheinlich über 16 Tonnen.
Ausgrabungen in den Jahren 1936/37 und 1958/59 haben ergeben, dass die Kammer in einer großen ovalen Grube liegt, die in den flachen Hang gegraben worden ist. An den Seiten standen Trockenmauern, abgedeckt mit wenigen großen Platten. Fundstücke waren bei den Ausgrabungen rar; sie bestanden aus Tonscherben sowie einigen Werkzeugen aus Feuerstein. Aus den noch vorhandenen Spuren lässt sich die Länge der Aufschüttung auf 36 m schätzen. Der Bereich des Vorhofes wurde offensichtlich mit sorgfältig aufeinandergelegten Steinen verschlossen, die dann bei jeder Bestattung wieder beiseite geräumt werden mussten.
Pentre Ifan ist ein Scheduled Monument, ein geschütztes archäologisches Bodendenkmal, das 1884 in die entsprechenden Listen aufgenommen wurde.

Dolmen Pentre Ifan
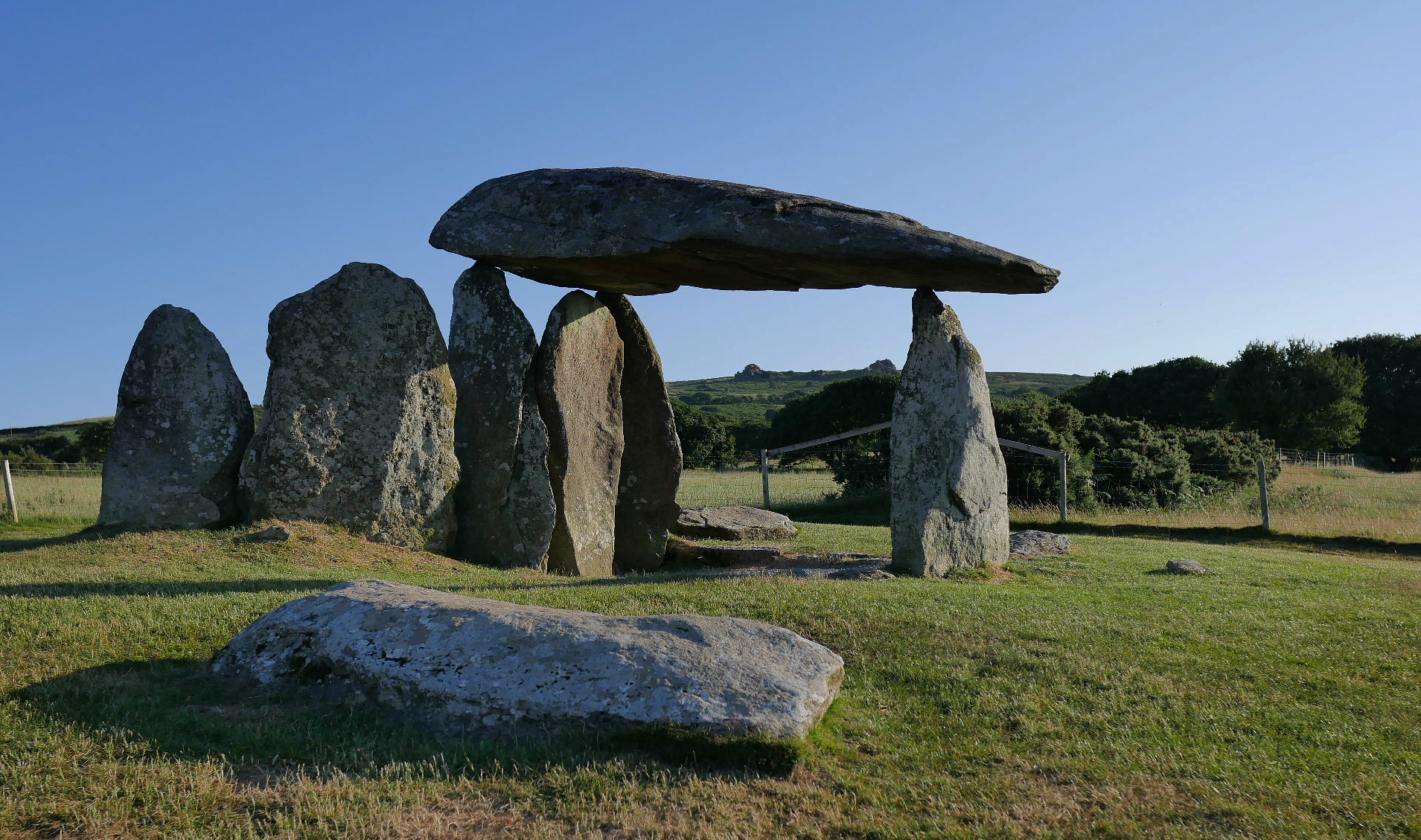
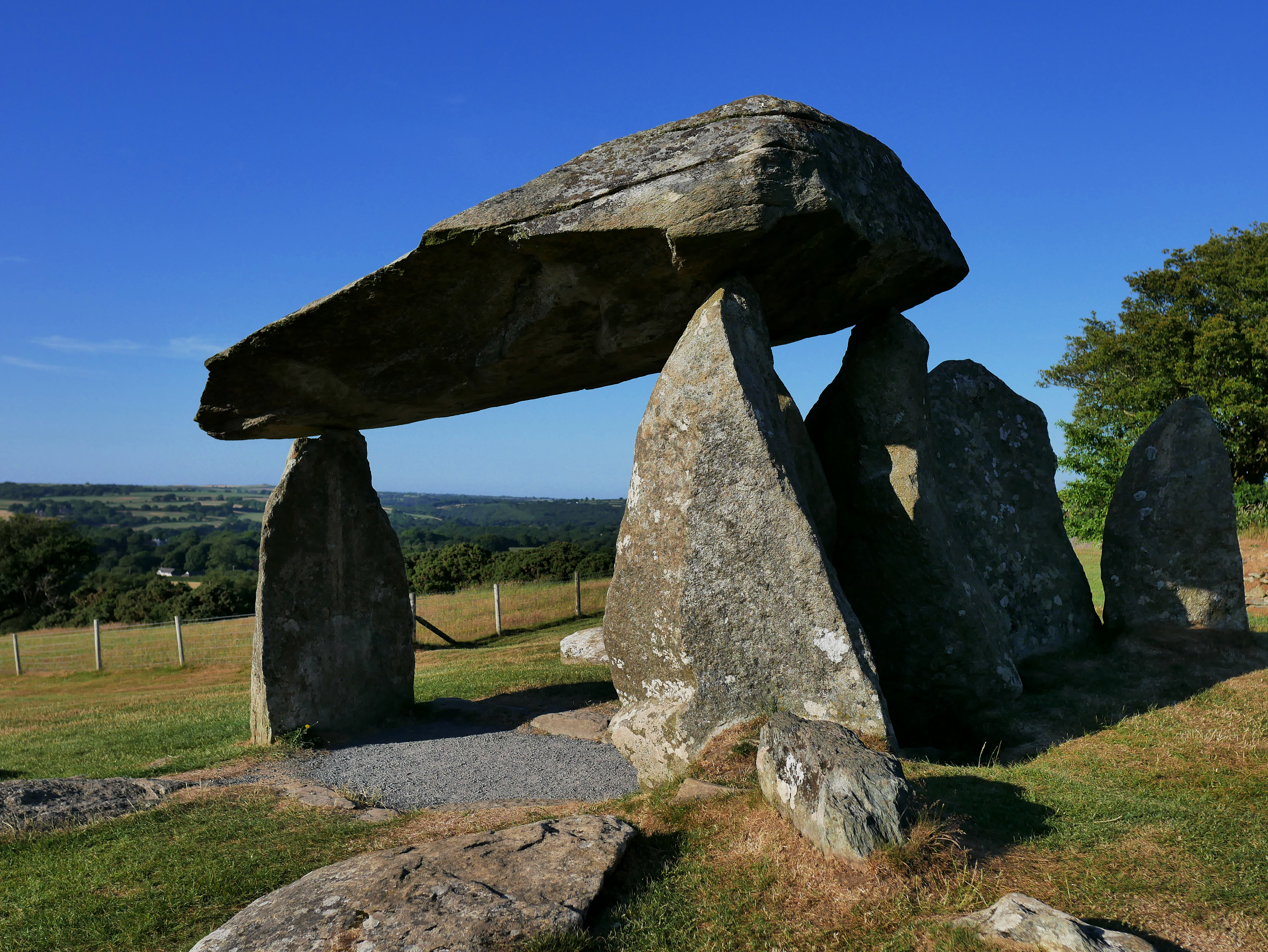
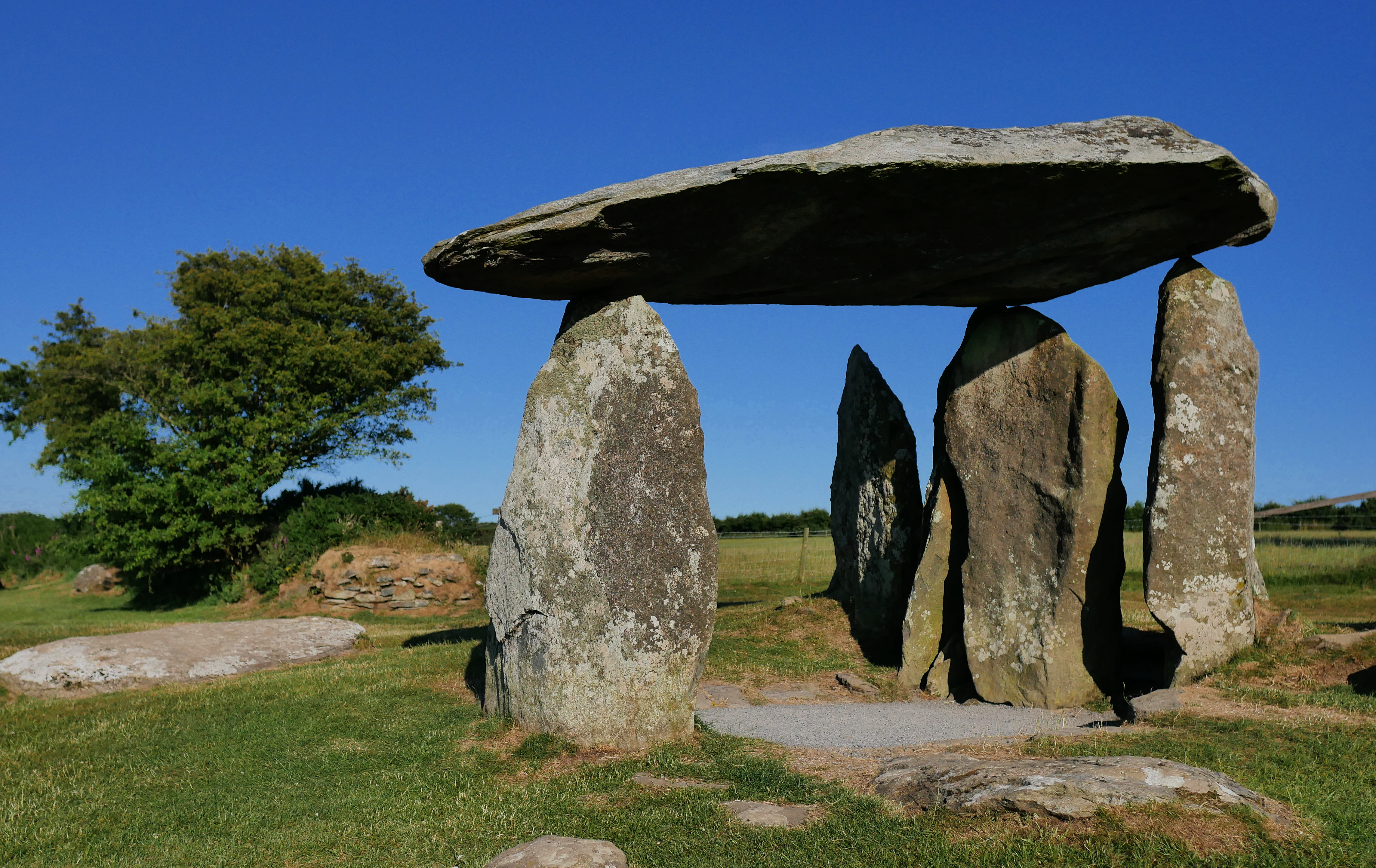
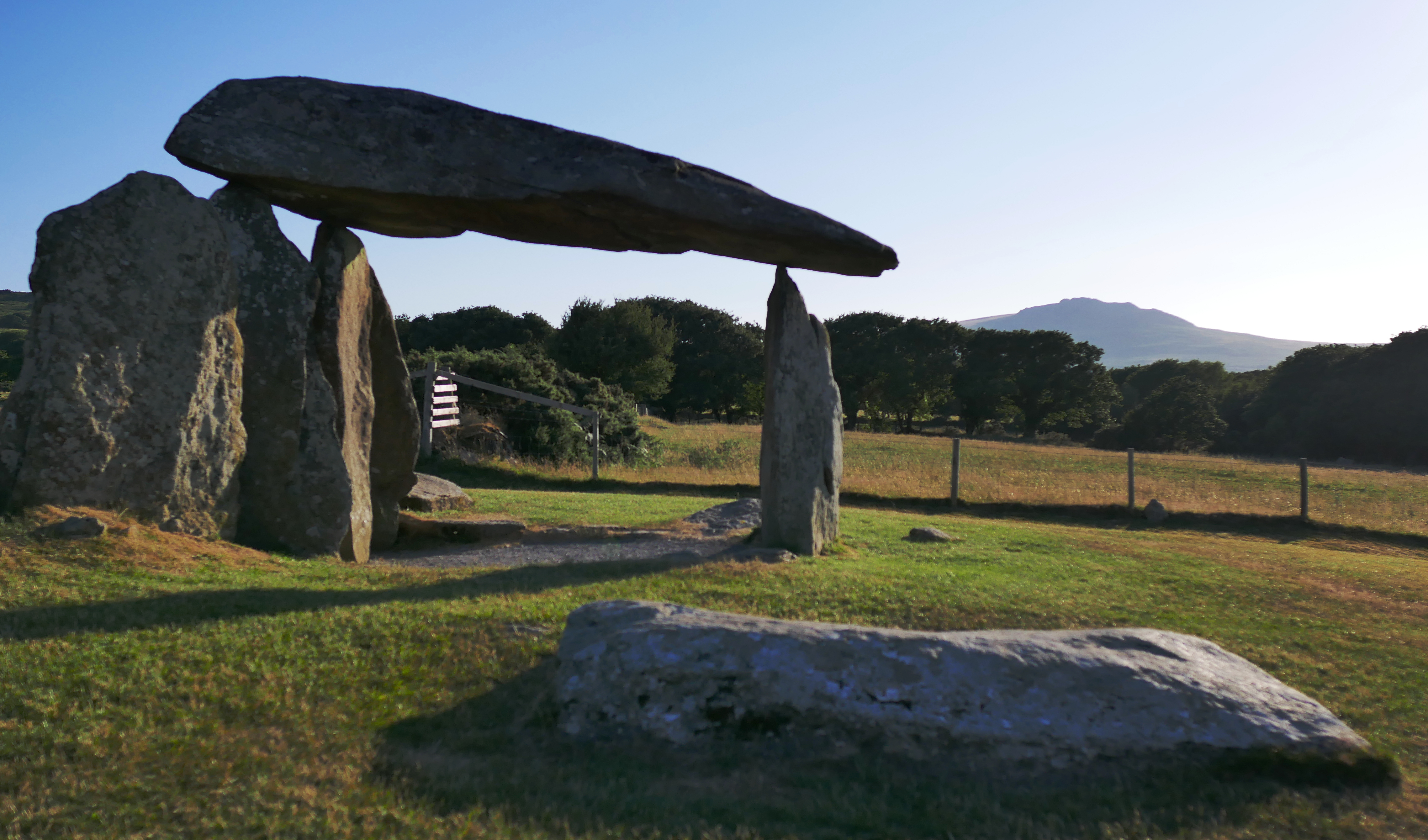

## Belege
1. ↑  Toasting inspectors, neolithic burial chamber at Pentre Ifan, Pembrokeshire, became Wales's first scheduled ancient monument (Memento vom 18. November 2014 im Internet Archive), Issue 108, Sep/Oct 2009

Koordinaten: 51° 59′ 56,3″ N, 4° 46′ 12″ W